# T'Kint de Roodenbeke

Wapen van de familie t'Kint

De familie t'Kint de Roodenbeke is een Belgisch adellijk geslacht. Zij zijn eigenaars van het kasteel van Ooidonk, de thuisbasis van de familie. Ook het kasteel van Relegem behoort tot het familiepatrimonium. Sinds 1958 opent de familie het kasteel van Ooidonk voor bezoekers.

## Familie

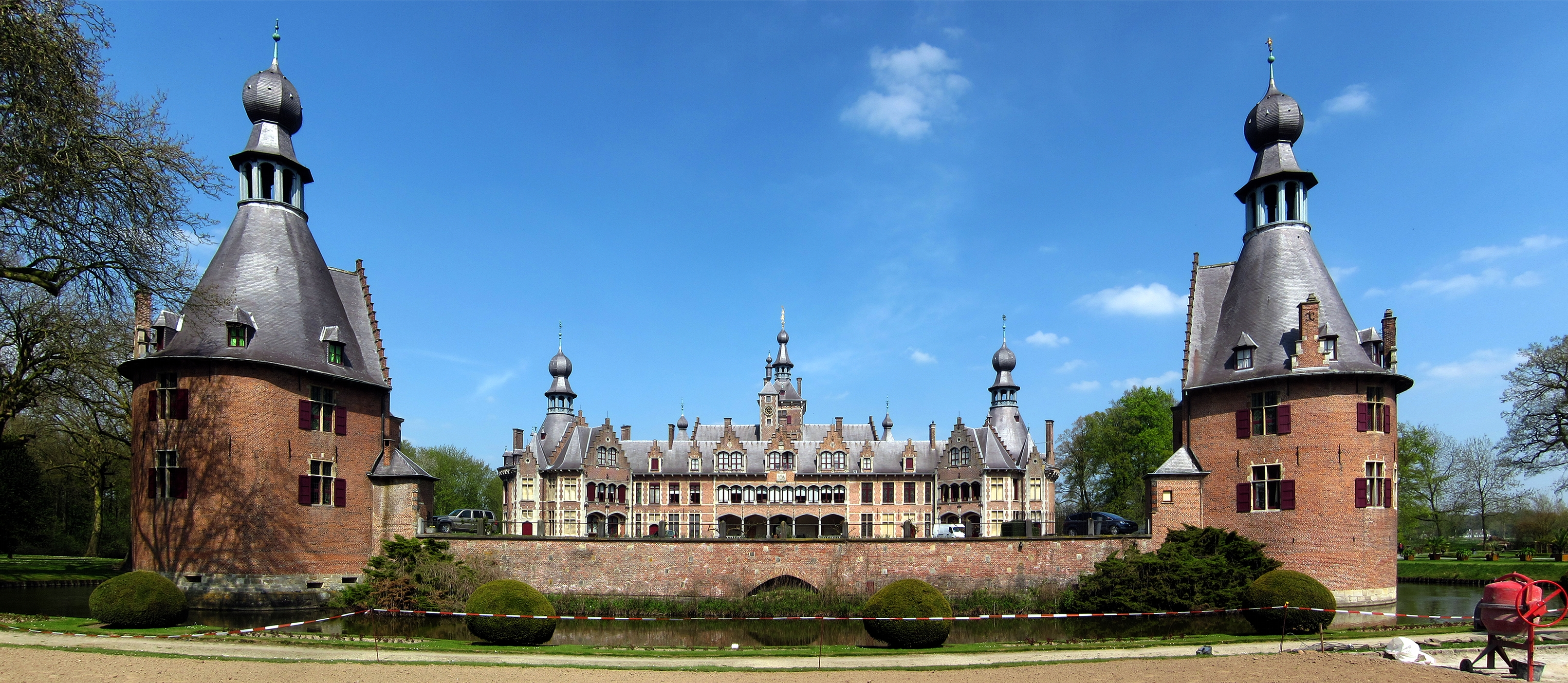
Kasteel van Ooidonk

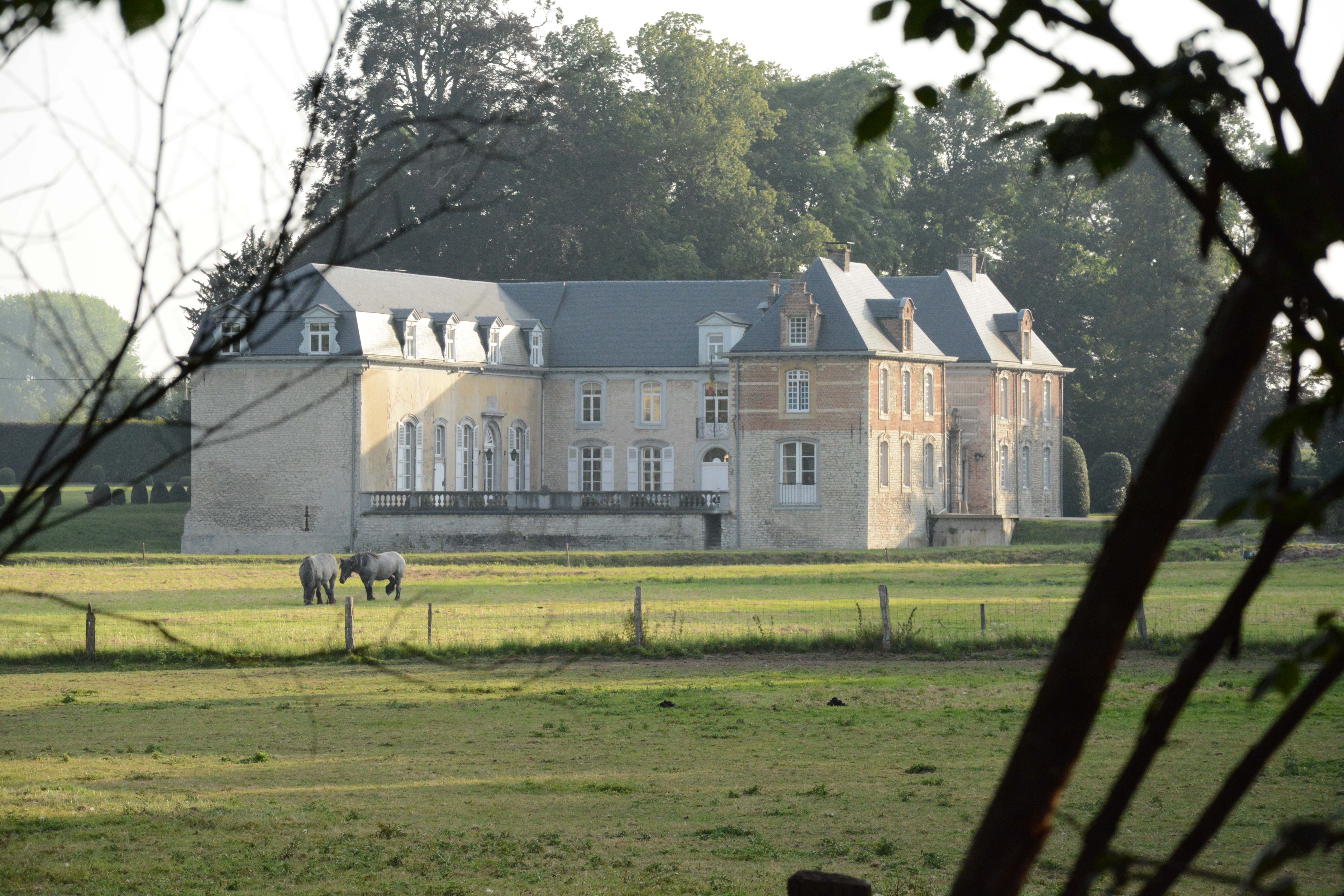
Kasteel van Relegem

De familie t'Kint en t'Kint de Roodenbeke heeft een lange geschiedenis als notabele familie, die aan de oorsprong ligt van een van de zeven geslachten van Brussel. In feite behoren de t'Kints tot de Brusselse geslachten langs de vrouwelijke filiaties. Vooral in de achttiende eeuw waren ze zeer actief in de wol- en lakenhandel.
De eerste die de dubbele naam t'Kint de Roodenbeke droeg, was Corneille, geboren in Brussel in 1720. Zodoende behoorden de t'Kints tot het geslacht Roodenbeke.
In 1754 werden Josse-Laurent (1722-1781) en Jacques t'Kint (1732-1810), die beiden opgenomen waren in het Brussels geslacht Roodenbeke, met een Weense adelsverheffing bedacht. Deze verheffing werd niet vernieuwd (de beide heren waren overleden) onder het Verenigd Koninkrijk der Nederlanden en pas in de tweede helft van de negentiende eeuw werden opnieuw opnamen in de adel uitgevoerd:
- in 1854 werd François-Joseph t'Kint de Roodenbeke in de Belgische erfelijke adel opgenomen;
- in 1870 werd Henri t'Kint baron, met de overdraagbaarheid van deze titel op alle nakomelingen;
- in 1900 werd dezelfde Henri graaf, titel overdraagbaar bij eerstgeboorte.

In 1929 werd Albert t'Kint (1876-1939), lid van een oudere familietak, in de adelstand opgenomen. Het jaar voordien was hetzelfde aangeboden aan zijn neef Jacques t'Kint, die echter de open brief niet lichtte. Ze waren verre afstammelingen van de 17de-eeuwse Josse t'Kint. Ze behoorden tot de oudste tak die t'Kint was gebleven, zonder Roodenbeke. Deze late opname in de adel had geen verder gevolg, want Albert t'Kint overleed als vrijgezel.
Pas in 1952 werd nog een ander deel van de familie in de adelstand opgenomen, in de persoon van de vijf broers Adrien, Jean-François, Christian, Etienne en René t'Kint de Roodenbeke. Zij waren de achterkleinkinderen van Emmanuel t'Kint de Roodenbeke (1795-1848), broer van François t'Kint de Roodenbeke.
De opname in de adelstand deed de adellijke t'Kints hun afstamming van de Brusselse geslachten niet vergeten. In 1961 was graaf Henri t'Kint de Roodenbeke de stichter en eerste voorzitter van de Vereniging van de Brussels geslachten, die voordien slechts een afdeling was van de Vereniging van de Ommegang.

## Genealogie
- Josse t'Kint (1626-1687) x Marie Pipenpoy (1618-1693).
  - Etienne t'Kint (1657-1719) x Gudule Sirejacob (1658-1714). Hij was burgemeester van Brussel buiten de Natiers en een belangrijk lakenkoopman innegesetene coopman van laeckenen binnen dese stadt.
    - François t'Kint (°1685) x Jeanne-Marie t' Kint.
      - Corneille t'Kint de Roodenbeke (1720-1785) x Marie Francolet (1733-1807). Adelsverheffing in 1754.
        - Henri t'Kint de Roodenbeke (1763-1841) x Ida Stevens.
          - François-Joseph t'Kint de Roodenbeke (1792-1878) x Theresia Ellinckhuisen (1795-1857). Adelserkenning in 1854.
            - Henri t'Kint de Roodenbeke, (1817-1900) x Zoé de Naeyer (1818-1894).
              - Arnold t'Kint de Roodenbeke, (1853-1928) x Isabelle da Silva (1857-1940).
                - Jean t'Kint de Roodenbeke (1886-1954) x Mathilde de Beauffort (1891-1919).
                  - Henri II t'Kint de Roodenbeke (1912-1990) x Marie-Louise Houtart (1911-1995).
                    - Juan t'Kint de Roodenbeke, (1934-2013) x Régine t'Kint de Roodenbeke (1936-2002).
                      - Henri t'Kint de Roodenbeke (1960) x Coralie Wauquez (1976).

          - Emmanuel t'Kint de Roodenbeke (1795-1848) x Jeanne t'Kint de Roodenbeke.
            - Joseph t'Kint de Roodenbeke (1828-1907) x Elisa Le Fevere de Ten Hove (1846-1929).
              - François t'Kint de Roodenbeke (1875-1921) x Valérie Maertens de Noordhout (1875-1970).
                - Adrien t'Kint de Roodenbeke (1904-1980) x Agnès Drion du Chapois (1906-2006). Opname in de erfelijke adel in 1952.
                  - Régine t'Kint de Roodenbeke (1936-2002) x Juan t'Kint de Roodenbeke (1934-2013).

                - Jean t'Kint de Roodenbeke (1906-1979) x Suzanne t'Kint de Roodenbeke. Opname in de erfelijke adel in 1952.
                - Christian t'Kint de Roodenbeke (1910-2001) x Anne-Marie della Faille d'Huysse (1911-1938), xx Madeleine della Faille d'Huysse (1912-2008). Opname in de erfelijke adel in 1952.
                - Etienne t'Kint de Roodenbeke (1914-1984) x Geneviève Drion du Chapois (1910-1989). Opname in de erfelijke adel in 1952.
                - René t'Kint de Roodenbeke (1916-1984) x Nicole Hynderyck de Ghelcke (1921-2016). Opname in de erfelijke adel in 1952.

Onbekend: Eugène t'Kint de Roodenbeke (1839-na 1888)

## Naam
Opmerkelijk aan de naam is dat het afkappingsteken geschreven wordt na de hoofdletter T of de kleine letter t, en niet ervoor. Het zou een samentrekking zijn van "te kind" en niet van "het kind".